# Stadtbefestigung Freudenberg (Baden)

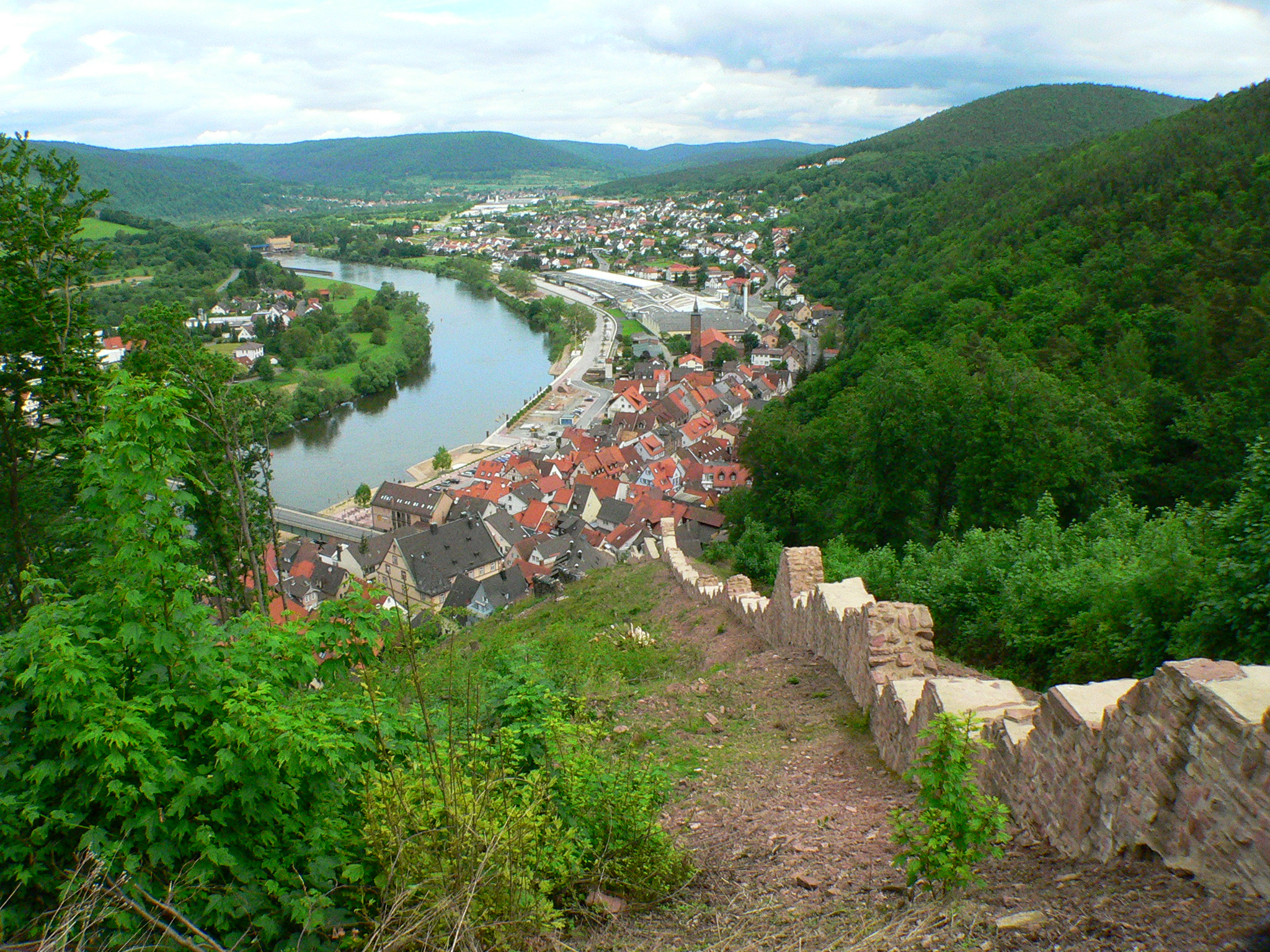
Reste der von der Burg Freudenberg zur Stadt herabziehenden Stadtmauer

Die Stadtbefestigung Freudenberg bezeichnet die ehemaligen Befestigungswerke der Stadt Freudenberg im Main-Tauber-Kreis in Baden-Württemberg.

## Geschichte
Große Teile der einstigen Stadtbefestigung sind abgegangen. Reste von Wehrtürmen und der Stadtmauer zeugen von den einstigen Befestigungen. An folgenden Stellen bestehen Reste der historischen Stadtbefestigung:
- Reste der Zwingermauern, Schenkelmauern (siehe auch „Burgruine“ der Burg Freudenberg) und Eis- bzw. Flutmauern;
- die von der Burgruine herabziehenden Schenkelmauern freistehend;
- die in weiten Teilen in die Bebauung integrierte Stadtmauer.

Die Bauten stammen aus dem 13. bis zum 16. Jahrhundert. Bis ins 19. Jahrhundert wurde die Stadtbefestigung stellenweise abgetragen beziehungsweise im 20. Jahrhundert – mit Ausnahme der Vorstadt – in Teilen wiederaufgebaut. Im Norden und im Süden des Mainufers wurden im 18. Jahrhundert Eis- bzw. Flutmauern errichtet (südliche Mauer mit Mariensäule). Die noch bestehenden Überreste der mittelalterlichen Stadtbefestigung stehen heute unter Denkmalschutz. Für die Gesamtanlage Freudenberg liegt ein Denkmalpflegerischer Werteplan mit dem Stand 11. Februar 2008 vor, aus dem die Beschreibung der Kulturdenkmale entnommen wurden.